# William Justin Kroll

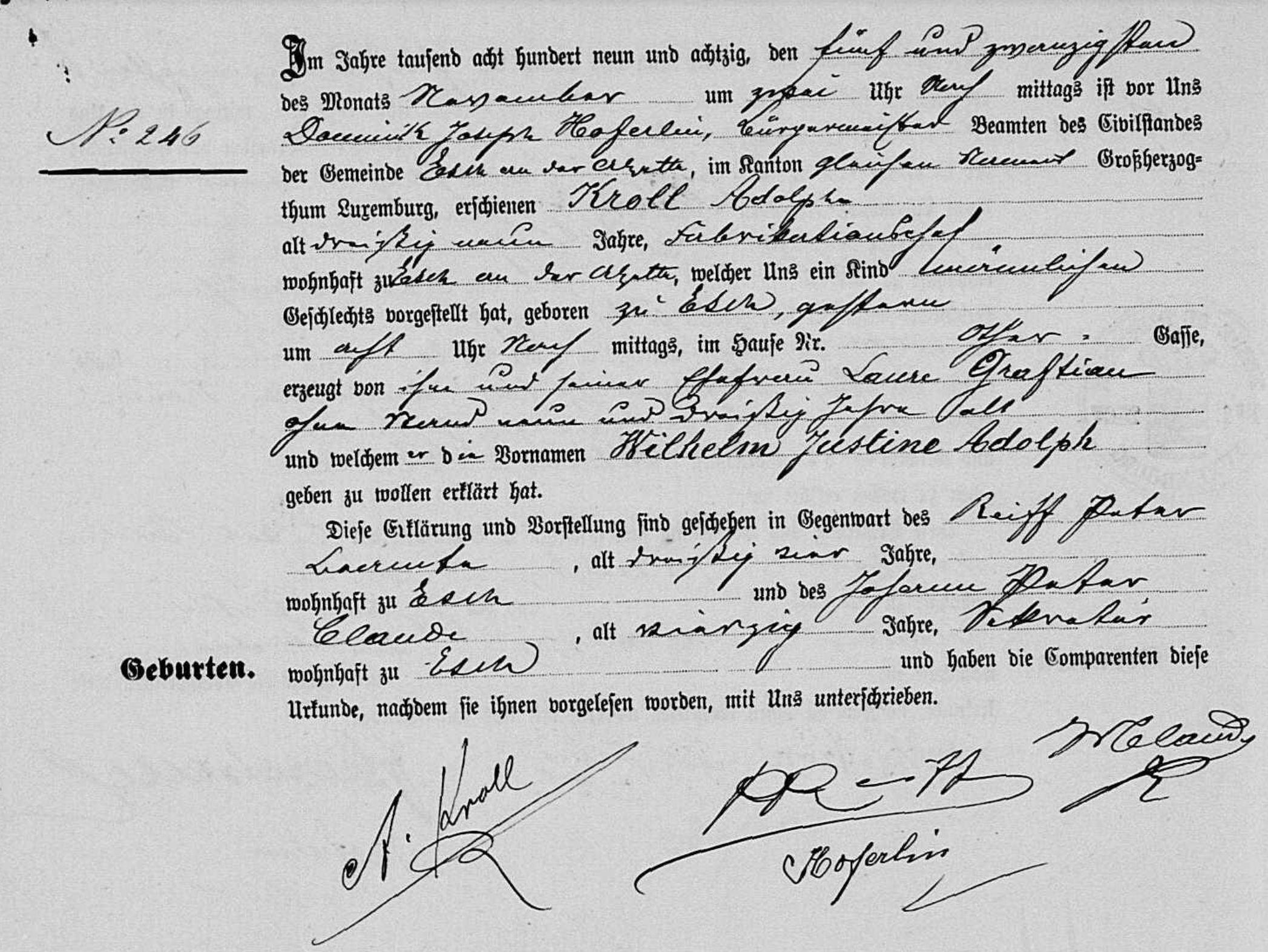
Wilhelm Justine Adolph Kroll – Eintrag im Geburtenregister der Stadt Esch an der Alzette

Wilhelm Justine Adolph Kroll (* 24. November 1889 in Esch an der Alzette, Luxemburg; † 30. März 1973 in Brüssel) war ein luxemburgischer Forscher, Metallurge und Erfinder.

## Leben
Seine Kindheit verbrachte Wilhelm Kroll am Hochofen im väterlichen Betrieb. 1909 studierte er in Deutschland Ingenieurswesen, genauer in Berlin-Charlottenburg, wo er auch promoviert wurde. Nachdem er dann in Deutschland, Österreich und Ungarn in verschiedenen Unternehmen gearbeitet hatte, wo er unter anderem eine Blei-Aluminium-Legierung entwickelte, kehrte er 1923 nach Luxemburg zurück. Dort richtete er sich ein eigenes kleines Labor ein, in dem er quasi als Ein-Mann-Betrieb in verschiedenen Bereichen der Metallurgie arbeitete, im Besonderen entwickelte er Titan-Legierungen.
Kroll entwickelte Ende der 1930er-Jahre ein Verfahren zur Herstellung von Titan durch Reduktion von Titan(IV)-chlorid mit Magnesium, das Kroll-Verfahren, auch Kroll-Prozess genannt. Im Jahre 1937 wurde das Verfahren erstmalig zum Patent angemeldet.
Dasselbe Reaktionsprinzip verwendete er später zur Herstellung anderer Metalle wie Zirconium und Hafnium aus schwer reduzierbaren Halogeniden.
Im Februar 1940, als der Krieg im Westen drohte, floh er in die USA, wo er mit offenen Armen empfangen wurde. Er arbeitete dort zuerst in der Union Carbide and Carbon, dann in Oregon im U.S. Bureau of Mines und an der Oregon State University, wo er sein Wissen weitergab und seine Forschungen weiterführte.
Er meldete über 50 Patente über Metall-Legierungen an und war von mindestens fünf Universitäten zum Ehrendoktor ernannt. 1954 erhielt er die James Douglas Gold Medal vom American Institute of Mining, Metallurgical and Petroleum Engineers.

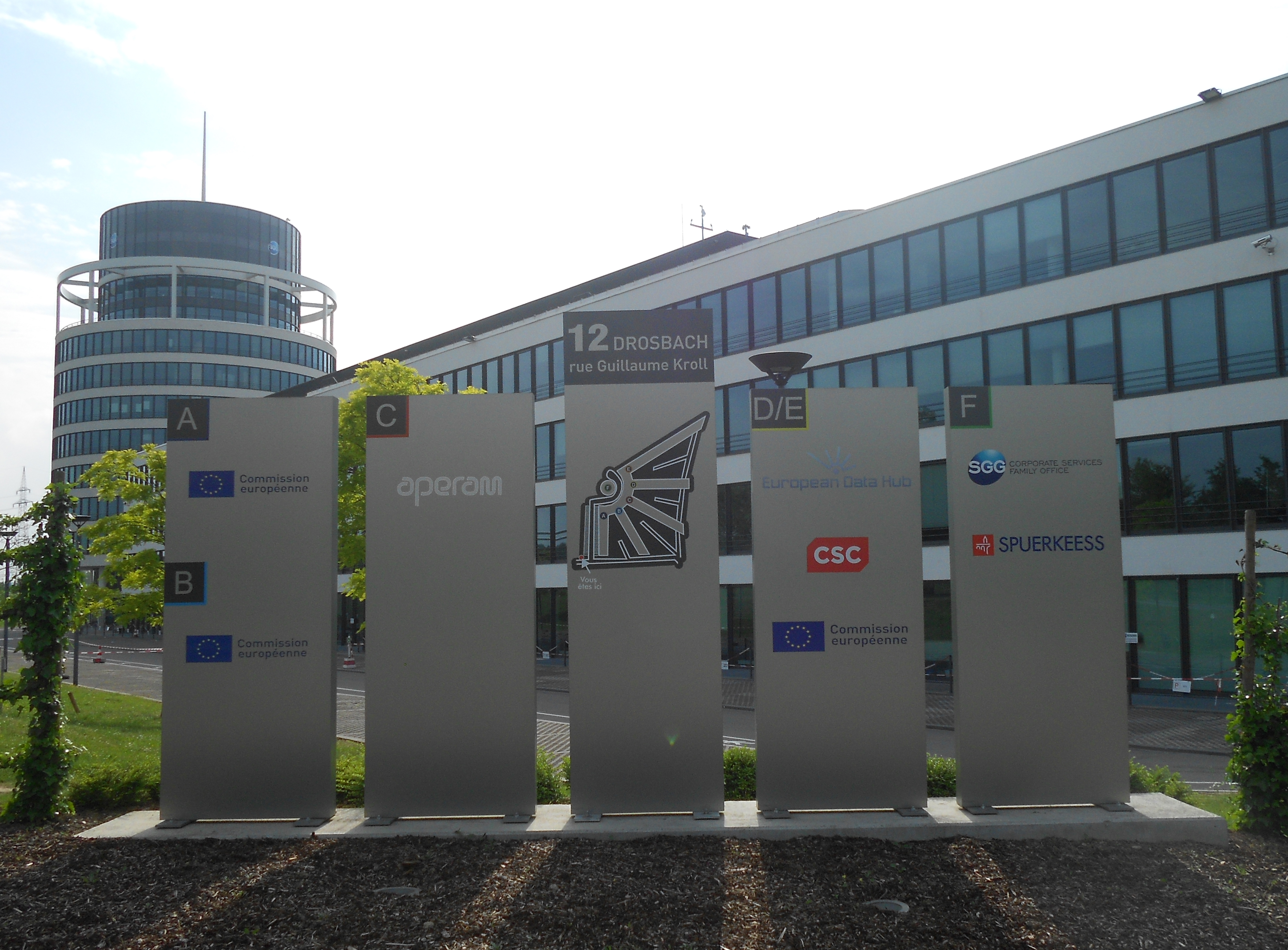
Das "Centre Drosbach" an der rue Guillaume Kroll in Luxemburg

William Kroll kehrte 1961 nach Europa zurück, wo er bei seinem Bruder in der Nähe von Brüssel bis zu seinem Tod 1973 lebte. Er wurde später in Luxemburg beigesetzt.

## Ehrungen
- Das W. J. Kroll Institute for Extractive Metallurgy an der Colorado School of Mines ist nach William Justin Kroll benannt, der durch eine Stiftung dessen Gründung ermöglicht hatte.
- Postum wurde William Kroll in die National Inventors Hall of Fame im Jahr 2000 aufgenommen.
- Eine Straße in der luxemburgischen Hauptstadt und ein Lyzeum in Esch/Alzette (seit dem Schuljahr 2018/2019, ehemals Lycée technique d'Esch-sur-Alzette) tragen seinen Namen.